# HD 208111
HD 208111，又名BD-04 5568，SAO 145731、HR 8360，是一颗恒星，视星等为5.71，位于銀經53.33，銀緯-41.99，其B1900.0坐标为赤經21h 48m 57s，赤緯-4° -41.99′ 43″。